# Луиз Пени
Луиз Пени (на английски: Louise Penny) е видна канадска журналистка, телевизионна продуцентка и писателка, авторка на бестселъри в жанра криминален роман. Единствената в света седемкратна носителка на литературната награда „Агата Кристи“.

## Биография и творчество
Луиз Пени е родена на 1 юли 1958 г. в Торонто, Онтарио, Канада. Майка ѝ е запалена читателка на криминална литература и тя израства с книгите на Агата Кристи, Жорж Сименон, Дороти Сейърс, Майкъл Инес, и др. Получава бакалавърска степен по радио и телевизия от Университета Райърсън през 1979 г. След дипломирането си в продължение на 18 години работи като журналист и радио и телевизионен водещ в Канадската радиотелевизионна компания – CBC.
Поради естеството на работата си често пътува и е отчуждена от близки и приятели, поради което злоупотребява с алкохола. На 35 г. провежда лечение и след него се запознава и жени за Майкъл Уайтхед, лекар и педиатър хематолог в Детската болница в Монреал.
След като се омъжва напуска работата си и започва да пише. Първият ѝ ръкопис е исторически роман, който остава незавършен, и тя се насочва към криминалния жанр.
Дебютният ѝ роман „Убийството на художника“ от криминалната поредица „Главен инспектор Гамаш“ е публикуван през 2005 г. Главният герой е блестящия главен инспектор от отдел „Убиийства“ в Монреал Арман Гамаш, който знаменитост в полицейските среди, и на когото поверяват най-заплетените престъпления в Квебек. Увлекателният роман е в стила на великите детективи Еркюл Поаро, госпожица Марпъл и Шерлок Холмс, като в него освен криминална загадка са важни и човешките взаимоотношения, а истината се разкрива в края на историята. Книгата става бестселър и печели 11 литературни награди, между които „Артър Елис“, „Бари“, „Антъни“ и „Дагър“ за най-добър първи криминален роман. През 2013 г. романът е екранизиран в телевизионния филм „Still Life: A Three Pines Mystery“ с участието на Натаниел Паркър и Антъни Лемке.
Следващите ѝ книги също са бестселъри и са удостоени в с множество престижни литературни награди. Преведени на над 30 езика по света.
Писателката се включва в борбата с неграмотността като пише романа „The Hangman“ за инспектор Гамаш, който е с олекотен език, разбираем и за деца и за възрастни, които имат проблеми с четенето.
Тя и съучредител на канадска литературна награда за непубликуван първи роман на млади канадски писатели. През 2013 г. е удостоена с Ордена на Канада за приноса ѝ в литературата и канадската култура.
Луиз Пени живее със семейството си в малкото село Бром Лейк на юг от Монреал.

## Произведения

### Поредица „Разследванията на инспектор Гамаш“ (Chief Inspector Gamache)
1. Still Life (2005) – награди „Артър Елис“, „Бари“, „Антъни“
Убийството на художника, изд.: „Софтпрес“, София (2015), прев. Тодор Стоянов
2. Dead Cold (2006) – издаден и като „A Fatal Grace“ – награда „Агата“
Убийствено студена, изд.: „Софтпрес“, София (2015), прев. Марин Загорчев
3. The Cruellest Month (2007) – издаден и като „The Cruelest Month“ – награда „Агата“
Жестокият месец, изд.: „Софтпрес“, София (2016), прев. Марин Загорчев
4. The Murder Stone (2008) – издаден и като „A Rule Against Murder“
Камъкът на смъртта, изд.: „Софтпрес“, София (2016), прев. Росица Тодорова
5. The Brutal Telling (2009) – награди „Агата“, „Антъни“
Отровни думи, изд.: „Софтпрес“, София (2017), прев. Нели Лозанова
6. Bury Your Dead (2010) – награди „Агата“, „Артър Елис“, „Антъни“, „Макавити“
Сенки в снега, изд.: „Софтпрес“, София (2018), прев. Нели Лозанова
6.5. The Hangman (2010)
7. A Trick of the Light (2011)
Измамна светлина, изд.: „Софтпрес“, София (2018), прев. Нели Лозанова, Калина Лазарова
8. The Beautiful Mystery (2012) – награди „Агата“, „Антъни“, „Макавити“
Красива мистерия, изд.: „Софтпрес“, София (2018), прев. Калина Лазарова
9. How the Light Gets In (2013)
Светлина в пукнатините, изд.: „Софтпрес“, София (2019), прев. Нели Лозанова
10. The Long Way Home (2014)
Дългият път към дома, изд.: „Софтпрес“, София (2019), прев. Нели Лозанова
11. The Nature of the Beast (2015)
Природата на звяра, изд.: „Софтпрес“, София (2020), прев. Нели Лозанова, Росица Тодорова
12. A Great Reckoning (2016)
Час за разплата, изд.: „Софтпрес“, София (2020), прев. Нели Лозанова, Кристина Димитрова
13. Glass Houses (2017)
Къщи от стъкло, изд.: „Софтпрес“, София (2021), прев. Милена Илиева
14. Kingdom of the Blind (2018)
Царството на слепите, изд.: „Софтпрес“, София (2021), прев. Анелия Петрунова
15. A Better Man (2019)
По-добър човек, изд.: „Софтпрес“, София (2022), прев. Анелия Петрунова
16. All the Devils are Here (2020)
Всички демони са тук, изд.: „Софтпрес“, София (2022), прев. Анелия Петрунова
17. The Madness of Crowds (2021)
Лудостта на тълпите, изд.: „Софтпрес“, София (2023), прев. Анелия Петрунова
18. A World of Curiosities (2022)
Свят на куриози, изд.: „Софтпрес“, София (2023), прев. Анелия Петрунова

### Самостоятелни романи
- State of Terror (2021)
Територия на терора – с Хилари Клинтън, изд.: „Софтпрес“, София (2021), прев. Марин Загорчев

### Екранизации
- 2013 Still Life: A Three Pines Mystery – ТВ филм